# Lyguy
Lyguy de son vrai nom Aldom Laohonda Guy, est un artiste chanteur auteur compositeur, interprète d'origine tchadienne. Il est né le 5 mars 1998 à Yaoundé où il a passé une partie de son enfance. Ses spécialités sont l'afro pop, soul, RnB, sonorités africaines. Il a à son actif une dizaine de titres.

## Enfance
Lyguy de son nom complet Aldom Laohonda Guy est né le 05 mars 1998 à Yaoundé au Cameroun. Originaire du Tchad, il fait partie de la génération montante qui espère hisser haut le drapeau tchadien par leur talent. Connu sous le pseudonyme de Lyguy, L comme initial du nom de famille Laohonda, Y la première lettre du nom de sa maman et Guy son prénom ce qui donne Lyguy. Il fait ses études primaires à l'école de Benesuza au Cameroun et continuera ses études secondaires au lycée Enfant Unie du Tchad et enfin ses études universitaires à l’Institut CEFOD de Ndjamena où il fera la première et deuxième année en communication.

### Carrière
Lyguy est très connu sur le plan national et international. Ce jeune artiste fait ses débuts dans la musique en tant qu’interprète à des soirées scolaires, bals de fin d’années, des compétitions interscolaires... Après de longues années ce mélomane décide de rentrer en studio pour enregistrer son premier single qui est une reprise en Ngambaye de la chanson Angelina de l’artiste Fanicko. Il enchainera d’autres sorties durant l’année 2017. Précoce, il est vite repéré et encadré par le producteur KKJ. Cette collaboration permet à l’artiste de mettre sur le marché du disque, son premier EP baptisé « Tchad ». Plus tard il sortira d'autres productions dans lesquelles on retrouve des collaborations dont l’une avec l’icône de la musique tchadienne dont Abdoulaye Nderguet. En 2018 sa chanson « Petit vélo » fait partie d'une sélection spéciale intitulée « La plume dans l’actu, les chansons inspirées de l’actualité » dans l'émission COULEURS TROPICALES sur RFI. Il a à son actif deux distinctions musicales dont Lauréat du Festival Koura Gosso et Meilleur artiste du Sud à un festival organisé à Doba en 2019. « El Professor » fait également partie de sa discographie, un titre qui décrit l'histoire de Mariam, une fille partagée entre l'amour et la ruse. Ce titre annonce la sortie imminente de son troisième album… En 2022 l'artiste publie le clip « Dieu ne dort » un single, qui va faire des centaines et des milliers de vues sur YouTube. Il participe régulièrement à des scènes et spectacles dans son pays le Tchad,.

## Discographie

### Singles
- 2017 : Angélina (remix Fanicko)
- 2018 : Calé
- 2018 : Petit vélo
- 2019 : Né koh to né ft Pikdy DJ
- 2019 : Album Tchad
- 2020 : Qui va lentement
- 2020 : My Nigga avec Djaz-B & Obie-G
- 2021 : El-Professor
- 2021 : 2e Album en cours
- 2022 : Dieu ne dort

## Prix et Distinctions
- 2019 : Lauréat du Festival Koura Gosso
- 2019 : Meilleur artiste du Sud à un festival organisé à Doba